# Rai 4K
Rai 4K là kênh truyền hình thuộc sở hữu của đài truyền hình công cộng RAI. Đây là kênh truyền hình đầu tiên tại Ý phát sóng vệ tinh thông qua độ phân giải 4K.

## Logo

30 tháng 6, 2016 – 10 tháng 4, 2017
10 tháng 4, 2017 – nay